# Underafkøling (fysik)
 For alternative betydninger, se Underafkøling. (Se også artikler, som begynder med Underafkøling)
Underafkøling forekommer når en væske afkøles under dets frysepunkt uden at den størkner.
Frysepunktet varierer fra væske til væske, som eksempel kan nævnes at ferskvand under normalt atmosfærisk tryk har et størkningspunkt ved nul grader celsius. 
Vand kan under specielle omstændigheder, når ingen ydre påvirkninger forekommer, underafkøles til ca. -42 °C (ca. 231 K), men størkner omgående og bliver til is ved mindste mekaniske påvirkninger.
Eksempelvis er der tale om isslag når underafkølede vanddråber rammer jorden og bliver til is.
Et andet eksempel, er hvis en sodavand, øl eller lignende, med kapsel, fryses, er den stadig på væskeform når kapslen tages af.
Den fryser først, når der røres i væsken.